# Sastavi momčadi na SP u rukometu 2013.

## Skupina A

### Argentina
| Ime i prezime             | Klub                |
| ------------------------- | ------------------- |
| Matías Carlos Schulz      | Helvetia Anaitasuna |
| Federico Gastón Fernández | Ciudad Encantada    |
| Federico Pizarro          | Sedalo              |
| Sebastián Simonet         | US Ivry             |
| Pablo Sebastian Portela   | River Plate         |
| Diego Esteban Simonet     | Us Ivry             |
| Leonardo Querín           | Union Juri Leoben   |
| Federico Vieyra           | Istres HB           |
| Guido Riccobelli          | UNLu                |
| Juan Pablo Fernández      | UNLu                |
| Gonzalo Matias Carou      | Ademar León         |
| Leonel Maciel             | SAG Ballester       |
| Adrián Portela            | River Plate         |
| Pablo Vainstein           | Colegio Ward        |
| Pablo Simonet             | Ciudad Encantada    |
| Mariano Castro            | CDFC Mitre          |
| Francisco Schiaffino      | River Plate         |
| Eduardo Gallardo          |                     |

### Brazil
| Ime i prezime           | Klub                             |
| ----------------------- | -------------------------------- |
| Cesar Almeida           | E.C. Pinheiros                   |
| Luis Ricardo Nascimento | Metodista SBC                    |
| Lucas Cândido           | TCC/Unitau/Unimed/Tarumã/Taubaté |
| Fábio Chiuffa           | Metodista SBC                    |
| Felipe Ribeiro          | Ademar León                      |
| Gil Pires               | TCC/Unitau/Unimed/Tarumã/Taubaté |
| Oswaldo Guimarães       | E.C. Pinheiros                   |
| Fernando Pacheco Filho  | E.C. Pinheiros                   |
| Diogo Hubner            | Metodista SBC                    |
| Thiago Santos           | TCC/Unitau/Unimed/Tarumã/Taubaté |
| Arthur Patrianova       | E.C. Pinheiros                   |
| Guilherme Gama          | Metodista SBC                    |
| Gustavo Cardoso         | Metodista SBC                    |
| Thiagus dos Santos      | Naturhouse La Rioja              |
| Alexandro Pozzer        | E.C. Pinheiros                   |
| Vinícius Teixeira       | Metodista SBC                    |
| Jordi Ribera            |                                  |

### Crna Gora
| Ime i prezime     | Klub             |
| ----------------- | ---------------- |
| Rade Mijatović    | Dinamo-Minsk     |
| Mladen Rakčević   | Metalurg Skoplje |
| Mirko Milašević   | Puerto Sagunto   |
| Fahrudin Melić    | PSG              |
| Vladimir Osmajić  | Koper            |
| Igor Marković     | Lovćen           |
| Marko Rajković    | Valence          |
| Petar Kapisoda    | Vest             |
| Nemanja Grbović   | Lovćen           |
| Stevan Vujović    | Lovćen           |
| Vasko Ševaljević  | Dinamo-Minsk     |
| Zoran Roganović   | H 43 Lund        |
| Marko Simović     | Al Sadd          |
| Marko Lasica      | Sangas           |
| Goran Lasica      | Lovćen           |
| Vladimir Temelkov | Bascharage       |
| Zoran Kastratović |                  |

### Francuska
| Ime i prezime      | Klub            |
| ------------------ | --------------- |
| Daouda Karaboué    | Touoluse        |
| Thierry Omeyer     | Kiel            |
| Luc Abalo          | PSG             |
| Valentin Porte     | Toulouse        |
| Michaël Guigou     | Montpellier HB  |
| Samuel Honrubia    | PSG             |
| Xavier Barachet    | Atlético Madrid |
| Sébastien Bosquet  | Dunkerque HB    |
| Daniel Narcisse    | PSG             |
| Nikola Karabatić   | Montpellier HB  |
| William Accambray  | Montpellier HB  |
| Jérôme Fernandez   | Toulouse        |
| Timothey N'Guessan | Chambéry        |
| Grégoire Detrez    | Chambéry        |
| Didier Dinart      | PSG             |
| Cédric Sorhaindo   | Barcelona       |
| Claude Onesta      |                 |

### Njemačka
| Ime i prezime             | Klub                 |
| ------------------------- | -------------------- |
| Silvio Heinevetter        | Füchse Berlin        |
| Carsten Lichtlein         | TBV Lemgo            |
| Patrick Groetzki          | Rhein-Neckar Löwen   |
| Tobias Reichmann          | HSG Wetzlar          |
| Dominik Klein             | THW Kiel             |
| Kevin Schmidt             | HSG Wetzlar          |
| Steffen Weinhold          | Flensburg-Handewitt  |
| Adrian Pfahl              | VfL Gummersbach      |
| Michael Haaß              | Frisch Auf Göppingen |
| Martin Strobel            | TBV Lemgo            |
| Sven-Sören Christophersen | Füchse Berlin        |
| Stefan Kneer              | SC Magdeburg         |
| Steffen Fäth              | HSG Wetzlar          |
| Oliver Roggisch           | Rhein-Neckar Löwen   |
| Patrick Wiencek           | THW Kiel             |
| Christoph Theuerkauf      | Balingen-Weilstetten |
| Martin Heuberger          |                      |

### Tunis
| Ime i prezime      | Klub                        |
| ------------------ | --------------------------- |
| Wassim Helal       | Espérance Tunis             |
| Mohamed Sfar       | Club Africain               |
| Marouen Maggaiz    | Nantes                      |
| Jaleleddine Touati | Dunkerque HB                |
| Aymen Toumi        | Étoile du Sahel             |
| Oussama Boughanmi  | Club Africain               |
| Amine Bannour      | Club Africain               |
| Oussema Hosni      | Club Africain               |
| Kamel Alouini      | Espérance sportive de Tunis |
| Abdelhak Ben Salah | Étoile du Sahel             |
| Mosbah Sanaï       | Étoile du Sahel             |
| Selim Hedoui       | Al-Rayyan SC                |
| Wael Jallouz       | A.S. de Hammamet            |
| Marouan Chouiref   | Club Africain               |
| Issam Tej          | Montpellier HB              |
| Mahmoud Gharbi     | Nantes                      |
| Alain Portes       |                             |

## Skupina B

### Čile
| Ime i prezime              | Klub               |
| -------------------------- | ------------------ |
| Felipe Barrientos Castillo | BM Italiano        |
| Diego Cristian Reyes       | Santiago Wanderers |
| Alfredo Valenzuela Dupré   | HB La Reina        |
| Erwim Feuchtmann           | HC Aschersleben    |
| Nicolás Jofré Alvarado     | HB La Reina        |
| Rodrigo Díaz Castello      | BM Italiano        |
| Victor Donoso Andalaft     | HC Aschersleben    |
| Esteban Salinas Muñoz      | Zamora             |
| Emil Feuchtmann            | HC Aschersleben    |
| Felipe Maurin García       | Limari HB          |
| Guillermo Araya Proboste   | Limari HB          |
| Rene Oliva Cifuentes       | BM Bailén          |
| Rodrigo Salinas Muñoz      | BM Granollers      |
| Patricio Martínez Chávez   | HC Aschersleben    |
| Harald Feuchtmann          | TSV Friedberg      |
| Luis Capurro               |                    |

### Danska
| Ime i prezime          | Klub                  |
| ---------------------- | --------------------- |
| Niklas Landin Jacobsen | Rhein-Neckar Löwen    |
| Mads Mensah Larsen     | Aalborg Håndbold      |
| Casper Mortensen       | Bjerringbro-Silkeborg |
| Anders Eggert Jensen   | Flensburg-Handewitt   |
| Nikolaj Markussen      | Atlético Madrid       |
| Rasmus Lauge Schmidt   | Bjerringbro-Silkeborg |
| Bo Spellerberg         | KIF Holding           |
| Jesper Nøddesbo        | Barcelona             |
| Jannick Green Krejberg | Bjerringbro-Silkeborg |
| Lasse Svan Hansen      | Flensburg-Handewitt   |
| Hans Lindberg          | HSV Hamburg           |
| René Toft Hansen       | THW Kiel              |
| Henrik Møllgaard       | Skjern Håndbold       |
| Kasper Søndergaard     | Skjern Håndbold       |
| Henrik Toft Hansen     | Bjerringbro-Silkeborg |
| Mikkel Hansen          | Paris                 |
| Ulrik Wilbek           |                       |

### Island
| Ime i prezime             | Klub                |
| ------------------------- | ------------------- |
| Björgvin Páll Gústavsson  | SC Magdeburg        |
| Aron Rafn Eðvarðsson      | Haukar Handball     |
| Vignir Svavarsson         | GWD Minden          |
| Kári Kristjánsson         | HSG Wetzlar         |
| Aron Pálmarsson           | THW Kiel            |
| Asgeir Örn Hallgrímsson   | PSG                 |
| Þórir Ólafsson            | Vive Targi Kielce   |
| Guðjón Valur Sigurðsson   | THW Kiel            |
| Snorri Guðjónsson         | GOG Svendborg       |
| Ólafur Guðmundsson        | IFK Kristianstad    |
| Sverre Andreas Jakobsson  | TV Grosswallstadt   |
| Róbert Gunnarsson         | PSG                 |
| Stefán Rafn Sigurmannsson | Rhein-Neckar Löwen  |
| Arnór Þór Gunnarsson      | Bergischer HC       |
| Ólafur Gústafsson         | Flensburg-Handewitt |
| Fannar Friðgeirsson       | HSG Wetzlar         |
| Aron Kristjánsson         |                     |

### Katar
| Ime i prezime            | Klub       |
| ------------------------ | ---------- |
| Hassan Mabrouk           | El Jaish   |
| Mustafa Al-Salti Al Krad | Al Sadd    |
| Hamad Madadi             | Lekhwiya   |
| Abdulla Ramazan          | Lekhwiya   |
| Wajdi Sinen              | Al Ahly    |
| Ahmed Abdelhak           | Al-Gharafa |
| Mohsin Yafai             | El Jaish   |
| Eldar Memišević          | El Jaish   |
| Bassel Al-Rayes          | Al Rayyan  |
| Hamad Al-Hajri           | Al Rayyan  |
| Abdulrazzaq Murad        | Al-Gharafa |
| Yousef Al-Maalem         | Lekhwiya   |
| Sahbi Ben Aziza          | Al Rayyan  |
| Charafeddine Boumendjel  | Al Khor    |
| Amine Khedher            | El Jaish   |
| Mahmoud Osman            | El Jaish   |
| Borut Maček              |            |

### Sjeverna Makedonija
| Ime i prezime        | Klub             |
| -------------------- | ---------------- |
| Nikola Mitrevski     | Metalurg Skoplje |
| Dejan Manaskov       | Metalurg Skoplje |
| Stojanče Stoilov     | Vardar           |
| Kiril Lazarov        | Atlético Madrid  |
| Aco Jonovski         | Metalurg Skoplje |
| Branislav Angelovski | H.C.M. Constanţa |
| Filip Mirkulovski    | Metalurg Skoplje |
| Velko Markoski       | Metalurg Skoplje |
| Zlatko Mojsoski      | Metalurg Skoplje |
| Borko Ristovski      | VfL Gummersbach  |
| Nikola Markoski      | Vardar           |
| Naumče Mojsovski     | Metalurg Skoplje |
| Vanco Dimovski       | Metalurg Skoplje |
| Goce Georgievski     | Metalurg Skoplje |
| Filip Lazarov        | Vardar           |
| Milan Levov          | Metalurg Skoplje |
| Zvonko Šundovski     |                  |

### Rusija
| Ime i prezime                  | Klub             |
| ------------------------------ | ---------------- |
| Vadim Bogdanov                 | Dinamo-Minsk     |
| Oleg Grams                     | Čehovski Medvedi |
| Igor Levšin                    | Post Schwerin    |
| Aleksej Šindin                 | Dinamo-Poltava   |
| Timur Dibirov                  | Čehovski Medvedi |
| Jegor Jevdokimov               | Čehovski Medvedi |
| Sergej Šelmenko                | Čehovski Medvedi |
| Eldar Nasyrov                  | Universitet-Neva |
| Daniil Šiškarjov               | Čehovski Medvedi |
| Konstantin Igropulo            | Füchse Berlin    |
| Dmitrij Žitnjikov              | Čehovski Medvedi |
| Pavel Atman                    | Dinamo-Minsk     |
| Sergej Gorbok                  | Čehovski Medvedi |
| Aleksej Rastvorcev             | Čehovski Medvedi |
| Mihail Čipurin                 | Čehovski Medvedi |
| Aleksandr Pyškin               | Universitet-Neva |
| Oleg Kulešov/Aleksandr Rymanov |                  |

## Skupina C

### Bjelorusija
| Ime i prezime                          | Klub           |
| -------------------------------------- | -------------- |
| Kazimir Kotlinski                      | Powen Zabrze   |
| Ivan Brouka                            | Dinamo-Minsk   |
| Vitalij Kažaneŭski                     | Victoria Regia |
| Maksim Babičev                         | Dinamo-Minsk   |
| Dzmitrij Kamyšyk                       | SKA Minsk      |
| Barys Puhoŭski                         | SKA Minsk      |
| Kiryl Kniazeŭ                          | Meshkov Brest  |
| Sergej Rutenka                         | Barcelona      |
| Dzianis Rutenka                        | Dinamo-Minsk   |
| Dzmitrij Nikulenkaŭ                    | Dinamo-Minsk   |
| Sergej Šylovič                         | Dinamo-Minsk   |
| Mihail Niažura                         | St. Petersburg |
| Vitalij Čarapenka                      | Meshkov Brest  |
| Viačaslaŭ Šumak                        | Meshkov Brest  |
| Maksim Baranaŭ                         | Meshkov Brest  |
| Aliaksandr Citoŭ                       | SKA Minsk      |
| Juryj Šaŭcoŭ (Юрый Анатольевіч Шаўцоў) |                |

### Južna Koreja
| Ime i prezime   | Klub                    |
| --------------- | ----------------------- |
| Jeong Yik-yeong | Doosan                  |
| Park Kyung-suk  | Chungnam Sports Council |
| Park Jung-geu   | KHF                     |
| Park Chan-yong  | Incheon                 |
| Lim Duk-jun     | Doosan                  |
| Park Chan-young | Doosan                  |
| Yoon Ci-yoel    | Army                    |
| Kang Il-koo     | Incheon                 |
| Jeong Han       | Incheon                 |
| Kim Se-ho       | Doosan                  |
| Na Seung-do     | Doosan                  |
| Lee Eun-ho      | Chungnam Sports Council |
| Kim Dong-cheol  | Chungnam Sports Council |
| Park Young-gil  | Incheon                 |
| Eom Hyo-won     | Army                    |
| Oh Yun-suk      | Doosan                  |
| Lee Sang-sup    |                         |

### Poljska
| Ime i prezime        | Klub               |
| -------------------- | ------------------ |
| Sławomir Szmal       | Kielce             |
| Bartłomiej Jaszka    | Füchse Berlin      |
| Krzysztof Lijewski   | Vive Targi Kielce  |
| Karol Bielecki       | Kielce             |
| Michał Bartczak      | MKS Zagłębie Lubin |
| Adam Wiśniewski      | Wisła Płock        |
| Marcin Wichary       | Wisła Płock        |
| Bartosz Jurecki      | SC Magdeburg       |
| Michał Chodara       | Tauron Stal Mielec |
| Michał Jurecki       | Kielce             |
| Mariusz Jurkiewicz   | Atlético Madrid    |
| Kamil Syprzak        | Wisła Płock        |
| Przemysław Krajewski | KS Azoty-Puławy    |
| Michał Kubisztal     | Wisła Płock        |
| Marek Szpera         | Tauron Stal Mielec |
| Robert Orzechowski   | MMTS Kwidzyn       |
| Michael Biegler      |                    |

### Saudijska Arabija
| Ime i prezime      | Klub        |
| ------------------ | ----------- |
| Mahdi Al-Salem     | Al-Noor     |
| Hussain Al-Mohsin  | Al-Ahli     |
| Manaf Al-Saeed     | Al-Ahli     |
| Mustafa Al-Habib   | Al-Noor     |
| Sultan Al-Obaidi   | Al-Noor     |
| Mohammad Al-Salem  | Al-Noor     |
| Ahmed Al-Harbi     | Al-Ahli     |
| Hisham Al-Obaidi   | Al-Noor     |
| Abdullah Al-Hammad | Al-Noor     |
| Mohammad Al-Abas   | Mudhar Club |
| Seraj Al-Zayer     | Al Safa     |
| Ahmad Al-Abdulali  | Mudhar Club |
| Mohammad Al-Zaer   | Mudhar Club |
| Hussain Al-Hannabi | Al Safa     |
| Yousof Al-Taweel   | Al Safa     |
| Nenad Kljaić       |             |

### Slovenija
| Ime i prezime   | Klub           |
| --------------- | -------------- |
| Primož Prošt    | Montpellier HB |
| Gorazd Škof     | Koper          |
| Dragan Gajič    | Montpellier HB |
| Gašper Marguč   | Celje          |
| Vid Kavtičnik   | Montpellier HB |
| Jure Dobelšek   | Koper          |
| Luka Žvižej     | Celje          |
| Jure Dolenec    | Gorenje        |
| Marko Bezjak    | Gorenje        |
| Sebastian Skube | Celje          |
| Uroš Zorman     | Kielce         |
| Nenad Bilbija   | GWD Minden     |
| Borut Mačkovšek | Celje          |
| Uroš Bundalo    | Koper          |
| Matej Gaber     | Gorenje        |
| Miha Žvižej     | Toulouse       |
| Boris Denič     |                |

### Srbija
| Ime i prezime       | Klub                |
| ------------------- | ------------------- |
| Miloš Dragaš        | Vardar              |
| Žarko Šešum         | Rhein-Neckar Löwen  |
| Marko Vujin         | THW Kiel            |
| Ivan Nikčević       | Wisła Płock         |
| Alem Toskić         | Celje               |
| Bogdan Radivojević  | Partizan            |
| Ivan Gajić          | Gorenje             |
| Rajko Prodanović    | Pick Szeged         |
| Nemanja Ilić        | Partizan            |
| Uroš Mitrović       | Partizan            |
| Nemanja Zelenović   | Celje               |
| Ivan Stanković      | US Créteil Handball |
| Mihailo Radovanović | Partizan            |
| Draško Nenadić      | AD Guadalajara      |
| Petar Nenadić       | Wisła Płock         |
| Mijailo Marsenić    | Partizan            |
| Veselin Vuković     |                     |

## Skupina D

### Alžir
| Ime i prezime                | Klub            |
| ---------------------------- | --------------- |
| Yacinn Bouakaz               | Chartres        |
| Omar Chahbour                | GS Pétroliers   |
| Hamza Zouaoui                | GS Pétroliers   |
| Messaoud Berkous             | GS Pétroliers   |
| Hichem Daoud                 | HBC El Biar     |
| Hichem Boudrali              | GS Pétroliers   |
| Abdelkader Rahim             | ASPTT Nancy     |
| Sassi Boultif                | OC Cesson       |
| Samir Kerbouche              | CRB Baraki      |
| Riad Chahbour                | GS Pétroliers   |
| Omar Benali                  | Caen HB         |
| Abderrahim Berriah           | Étoile du Sahel |
| Hichem Kaabache              | JSE Skikda      |
| Ayatallah el Khoumini Hamoud | Esat Ain        |
| Mohamed Aski Mokrani         | Dunkerque HB    |
| Adel Bousmal                 | GSB Boufarik    |
| Salah Bouchekriou            |                 |

### Australija
| Ime i prezime      | Klub                     |
| ------------------ | ------------------------ |
| Ognjen Latinović   | University of Queensland |
| Almir Pandžo       | Iskra Bugojno            |
| Bevan Calvert      | TSV Altenholz            |
| Tommy Fletcher     | Skogås HK                |
| Callum Mouncey     | Canberra HC              |
| Antonio Queiroz    | St. Kilda HC             |
| Martin Najdovski   | Trelleborgs HB           |
| Caleb Gahan        | Logan HC                 |
| Kristofer Karlsson | AIK Handboll             |
| Mitchell Hedges    | Harbourside              |
| Daniel Kelly       | KFUMs Boldklub           |
| Boris Jovanović    | Ankenes HK               |
| Tim Anderson       | Hills HC                 |
| Lucas Turecek      | Handball SA              |
| Ognjen Matić       | University of Sydney     |
| Nemanja Subotić    | BASK                     |
| Taip Ramadani      |                          |

### Egipat
| Ime i prezime        | Klub       |
| -------------------- | ---------- |
| Karim Mostafa        | Zamalek SC |
| Mohamed Ahmed        | Al Ahly    |
| Islam Hassan         | Al Ahly    |
| Abou El-Fetouh Ahmed | Smouha     |
| Mohamed Mahmoud      | Al-Masry   |
| Mohamed Abdelrahman  | Al Ahly    |
| Ahmed Essam          | Aviation   |
| Mohamed Hesham       | Al-Masry   |
| Mohamed Alaa         | Aviation   |
| Omar Gamal           | Police     |
| Ibrahim Mohamed      | Police     |
| Ahmed Mostafa        | Qatar Army |
| Hady Mohamed         | Al Ahly    |
| Mohamed Mamdouh      | Zamalek    |
| Ali Zein             | Al Ahly    |
| Mohamed Hisham       | Zamalek    |
| Assem Daoud          |            |

### Hrvatska
| Ime i prezime     | Klub                     |
| ----------------- | ------------------------ |
| Mirko Alilović    | Veszprém                 |
| Filip Ivić        | Zagreb                   |
| Ivan Čupić        | Kielce                   |
| Zlatko Horvat     | Zagreb                   |
| Manuel Štrlek     | Kielce                   |
| Lovro Šprem       | Zagreb                   |
| Marko Kopljar     | Paris                    |
| Luka Stepančić    | Zagreb                   |
| Domagoj Duvnjak   | HSV Hamburg              |
| Jakov Gojun       | Atlético Madrid          |
| Damir Bičanić     | Chambéry                 |
| Drago Vuković     | TuS Nettelstedt-Lübbecke |
| Stipe Mandalinić  | Zagreb                   |
| Blaženko Lacković | HSV Hamburg              |
| Igor Vori         | Paris                    |
| Marino Marić      | Zagreb                   |
| Ivan Ninčević     | Füchse Berlin            |
| Slavko Goluža     |                          |

### Mađarska
| Ime i prezime      | Klub                  |
| ------------------ | --------------------- |
| Péter Tatai        | Pick Szeged           |
| Roland Mikler      | Pick Szeged           |
| Gergely Harsányi   | Tatabánya             |
| Gergő Iváncsik     | MKB Veszprém          |
| Attila Vadkerti    | Pick Szeged           |
| Tamás Mocsai       | TSV Hannover-Burgdorf |
| Milorad Krivokapić | Koper                 |
| László Nagy        | MKB Veszprém          |
| Gábor Ancsin       | Pick Szeged           |
| Gábor Császár      | MKB Veszprém          |
| Kornél Nagy        | Dunkerque HB          |
| Máté Lékai         | Celje                 |
| Barna Putics       | VfL Gummersbach       |
| Szabolcs Szöllősi  | Csurgói KK            |
| Szabolcs Zubai     | Pick Szeged           |
| Timuzsin Schuch    | MKB Veszprém          |
| Lajos Mocsai       |                       |

### Španjolska
| Ime i prezime           | Klub               |
| ----------------------- | ------------------ |
| Alberto Entrerríos      | HBC Nantes         |
| Albert Rocas            | Barcelona          |
| Jorge Maqueda           | HBC Nantes         |
| Víctor Tomás            | Barcelona          |
| Daniel Sarmiento Melián | Barcelona          |
| José Manuel Sierra      | PSG                |
| Julen Aguinagalde       | Atlético Madrid    |
| Árpád Sterbik           | Barcelona          |
| Joan Cañellas           | Atlético Madrid    |
| Ángel Montoro           | Barcelona          |
| Viran Morros            | Barcelona          |
| Carlos Ruesga           | Ademar León        |
| Antonio García          | PSG                |
| Valero Rivera           | HBC Nantes         |
| Aitor Ariño             | Barcelona          |
| Gedeón Guardiola        | Rhein-Neckar Löwen |
| Valero Rivera           |                    |